# Лунданкское сельское поселение
Лунданкское сельское поселение — муниципальное образование в составе Подосиновского района Кировской области России, существовавшее в 2006 — 2011 годах.
Центр — посёлок Лунданка.

## История
Лунданкское сельское поселение образовано 1 января 2006 года согласно Закону Кировской области от 07.12.2004 № 284-ЗО.
Законом Кировской области от 28 апреля 2012 года № 141-ЗО поселение упразднено, все населённые места включены в состав  Демьяновского городского поселения.

## Состав
В состав поселения входили 2 населённых пункта:
- посёлок Лунданка
- посёлок Верхнемалье